# Ilia Zakharov
Pour les articles homonymes, voir Zakharov.
Ilia Zakharov, né le 2 mai 1991 à Léningrad, est un plongeur russe.

## Carrière
Aux Jeux olympiques d'été de 2012, Ilia Zakharov est sacré champion olympique du tremplin à 3 mètres. Il est aussi médaillé d'argent du tremplin à 3 mètres synchronisé avec Ievgueni Kouznetsov.